# 舟山之役
舟山之役，清世祖顺治八年（1651年）七月至九月，清朝平南将军金砺等率军攻克鲁王朱以海所据舟山岛的作战。

## 历史
舟山为南明鲁王朱以海流亡海上的最后基地。1651年二月，南明鲁王部将张名振杀王朝先，王朝先部将张济明投降清朝，将舟山虚实全部告知清军。清朝闽浙总督陈锦决定进兵舟山。七月，平南将军固山额真金砺、固山额真刘之源、闽浙总督陈锦、提督田雄等，分道进攻舟山。
鲁王朱以海派大学士张肯堂留守舟山，派阮进守横水洋（金塘山岛与舟山岛之间），自己随张名振总督水军，出吴淞作牵制。清军从定关出海，在横水洋与阮进的舟师大战斗，阮进被擒，清军至舟山。张肯堂率军民坚守，左都督张名扬统兵力战。九月初八日，城中力竭，清军掘地道破城，张肯堂、张名扬自尽。张名振听说舟山城破，保护鲁王到金门岛，依附郑成功。